# Vicente Martínez Colomer
Vicente Martínez Colomer (Benisa, Alicante, 1762 - Valencia, 1820) fue un escritor español, perteneciente a la orden franciscana.

## Biografía
Fraile franciscano, su inclinación a la literatura le hizo escribir narraciones moralizantes de bastante suelta prosa. Se le nota la impronta de Miguel de Cervantes, autor al que estimaba mucho. Parte de su producción permaneció inédita. Publicó su Nueva colección de Novelas ejemplares (1790) y otras obras, recogidas en Novelas morales (1804). Obtuvo un gran éxito con su novela gótica y prerromántica El Valdemaro (1792), de ambiente medieval, mezcla aventuras, naufragios, historias de terror y amor, con notas didácticas: el hijo del rey danés, Valdemaro, expulsado de su reino, cuenta su historia a un ermitaño que ha evitado su suicidio. Su hermana Ulrica-Leonor conseguirá el amor de Rosendo, mientras Felisinda se suicida, rechazada por Valdemaro, que, finalmente, recupera su trono. Una curiosa interpretación de la Providencia convierte la obra en una novela prerromántica. 

Tradujo la Vida del joven René de François René de Chateaubriand.

## Obras

### Historia
- Historia de la Provincia de Valencia de la Regular Observancia de S. Francisco Valencia, 1803 (por Salvador Fauli). Hay edición moderna: Historia de la provincia franciscana de Valencia, Madrid, Cisneros, 1982.
- Sucesos de Valencia desde el día 23 de mayo hasta el 28 de junio de 1808 Valencia, 1810 (Imprenta de Salvador Faulí)
- El Filósofo en su quinta o Relación de los principales hechos acontecidos desde la caída de Godoy hasta el ataque de Valencia Valencia, 1808 (Imprenta de Salvador Faulí)

### Traducciones
- San Buenaventura, Espejo de disciplina ó Tratado de educación para los religiosos compuesto en latín por el Serafico doctor S. Buenaventura Valencia: en la oficina de Salvador Fauli, 1798
- Exposición parafrástica del Salmo L. Miserere Dei Deus Cet. ... puesta en castellano por... Vicente Martínez Colomer, de la Regular Observancia de S. Francisco... Valencia: Salvador Faulí y Albors, 1809

### Lírica
- Mi sueño s.l.: s.n., ¿1808? Canto en verso a Fernando VII
- Poesías del P. Fr. Vicente Martínez Colomer Valencia, 1818 (Ildefonso Mompié)

### Narrativa
- El Valdemaro; tomo I Valencia: Joseph Estevan, 1792
- El Valdemaro; tomo II Valencia: Joseph Estevan y Cervera, 1792 (muy reimpresos posteriormente: Valencia, imprenta de Joseph de Orga, 1803 y 1807; Valencia, por Domingo y Mompié 1821-1822 y otra vez en Valencia, por Miguel Domínguez, 1822)
- El impío por vanidad Valencia: Josef Estevan, 1795
- Los trabajos de Narciso y Filomela, manuscrito 6349 de la Biblioteca Nacional de Madrid.
- Nueva colección de Novelas ejemplares (1790)
- Novelas morales (1804).
- Sor Ines Valencia, 1815 (Impr. de Francisco Brusola)

### Otros
- Reflexiones sobre las costumbres Valencia, 1818 (imprenta de Francisco Brusòla)